# Alina Szapocznikow
Alina Szapocznikow (16. května 1926 Kališ – 2. března 1973 Passy ) byla polská sochařka, která vystudovala na Vysoké škole uměleckoprůmyslové v Praze a na École nationale supérieure des beaux-arts v Paříži.

## Život
Alina Szapocznikow se narodila v rodině židovských lékařů v Kališ v Polsku. Za války byla nejprve internována v ghettech v Pabianici a Lodži, po likvidaci ghetta roku 1942 byla postupně vězněna v koncentračních táborech Osvětim, Bergen-Belsen a nakonec v Terezíně, kde se dočkala osvobození.
Po válce se v Praze spřátelila s Bedřichem Stefanem a učila se kamenosochařskému řemeslu nejprve v dílně Otakara Velímského v Holešovicích. Odtud byla přijata do ateliéru prof. Josefa Wagnera na VŠUP, kde studovala v rozmezí let 1946–1947. V roce 1947 odjela do Paříže a vzdělávala se v ateliéru Paula Niclausse na École nationale supérieure des beaux-arts. Zde se seznámila s polským historikem umění a ředitelem Muzea moderního umění v Lodži Ryszardem Stanislawskim, za kterého se provdala. Roku 1951 onemocněla tuberkulózou a vrátila se do Polska.
Podílela se na pracích při obnově varšavského Starého Města, na památníku v Osvětimi, příprav polského pavilonu pro Expo 58 v Bruselu (autorem pavilonu byl Roman Cieslewicz) a soutěže na pomník Fryderyka Chopina. Roku 1961 se zúčastnila sochařského symposia v St. Margarethen.
V roce 1962 měla sólovou výstavu v polském pavilonu na 31. bienále v Benátkách a následujícího roku se společně se synem Piotrem Stanislawským a druhým manželem Romanem Cieslewiczem usadila natrvalo v Paříži.
V roce 1968 jí byla diagnostikována rakovina prsu. O pět let později, 2. března 1973 zemřela v Praz-Coutant ve Francii ve věku 46 let.

## Dílo

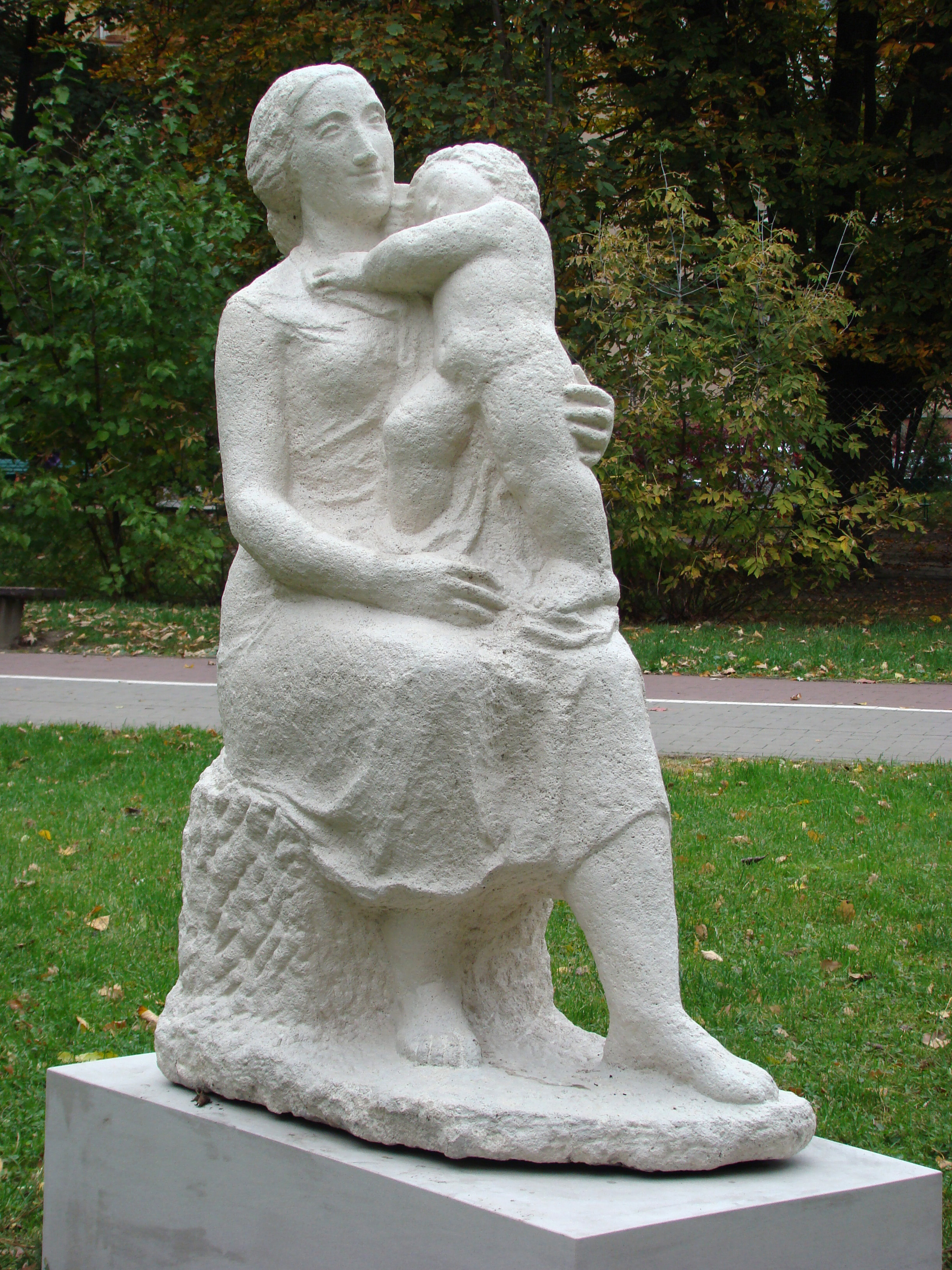
Matka s dítětem (1949)

V roce 1946 se pod vedením Bedřicha Stefana podílela jako kamenosochařka na restaurování Braunových soch v Kuksu.
Z jejích raných prací se zachovaly reliéfy (1946) a menší figurální studie ovlivněné J. Wagnerem (Rybářka, 1947–49). Pomník Matka s dítětem vytvořila v Paříži roku 1949. Po přenesení do Varšavy byla socha roku 2013 zničena vandaly. V Praze poznala dílo Otto Gutfreunda a během studií v Paříži se seznámila s díly Hanse Arpa, Ossipa Zadkina, Henry Moora and Alberta Giacomettiho. Po návratu do Polska modelovala řadu portrétů přátel, figurální sochy jako apoteózu mládí a ženství (První láska, Nesnadný věk, 1956) a několik návrhů k pomníkům. V roce 1955 vytvořila Exhumovaného, sochu v neúplném tvaru a zdánlivě opotřebované hmotě, jako hold maďarskému politikovi Lázsló Rajkovi, který se stal obětí stalinského režimu. V Musée Rodin v Paříži vystavila Pomník pro spálené město (železobeton, 1956). Na konci 50. let odlila menší sochy v olovu a od figurace se posunula směrem k abstrakci (Postava,1959; Nahá, 1961).

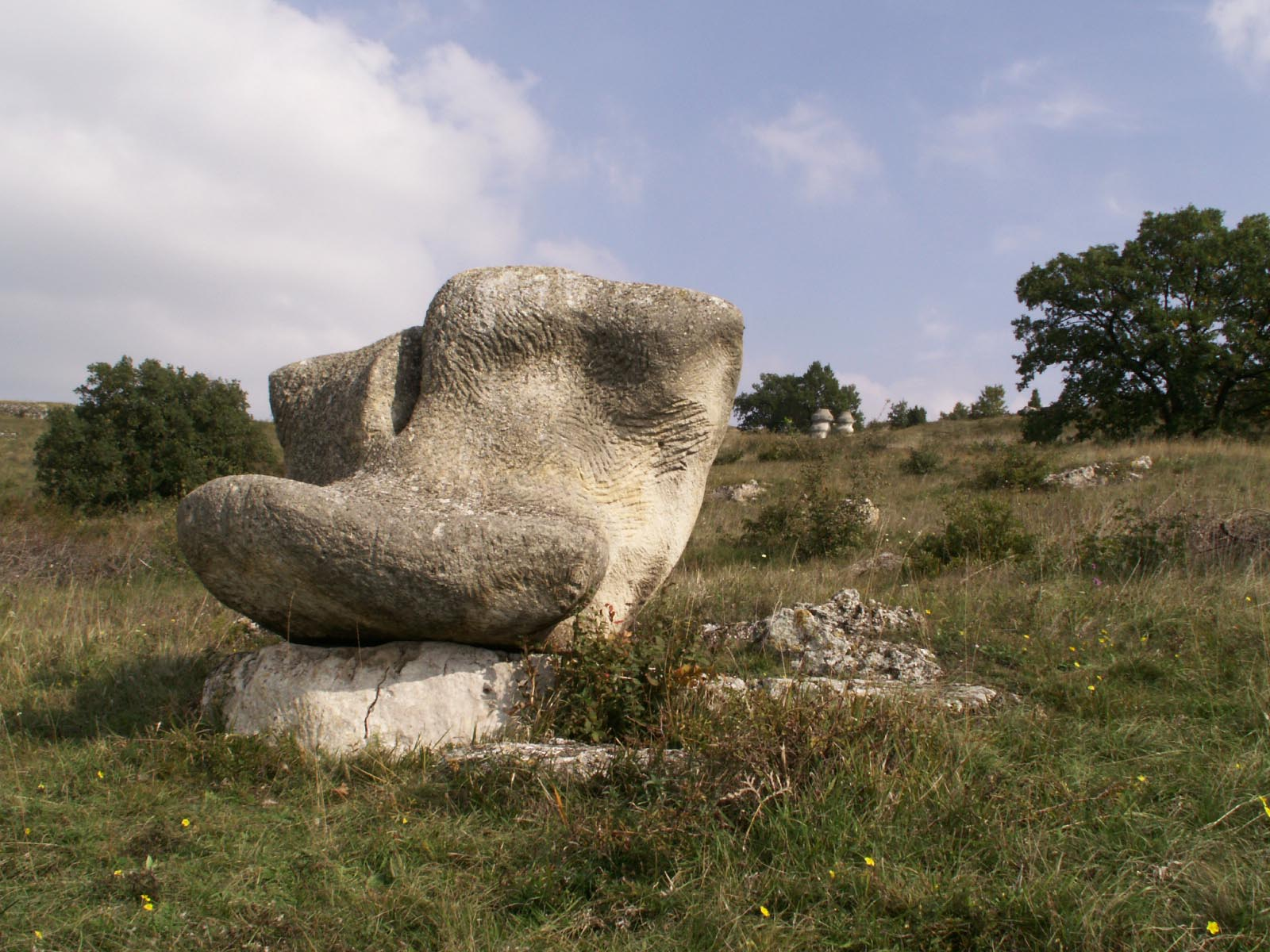
Alina Szapocznikow (1961), St. Margarethen

Po roce 1960 se připojila k proudu materiálové abstrakce s odkazy k figuraci (Hlava, Postava) a začala modelovat v plastickém cementu, který kombinovala s kameny, kovem a různými předměty. Po definitivním přestěhování do Paříže (1963) se dostala do okruhu umělců spjatých s Nouveau Réalisme, založeným Yvesem Kleinem a kritikem Pierre Restanym.

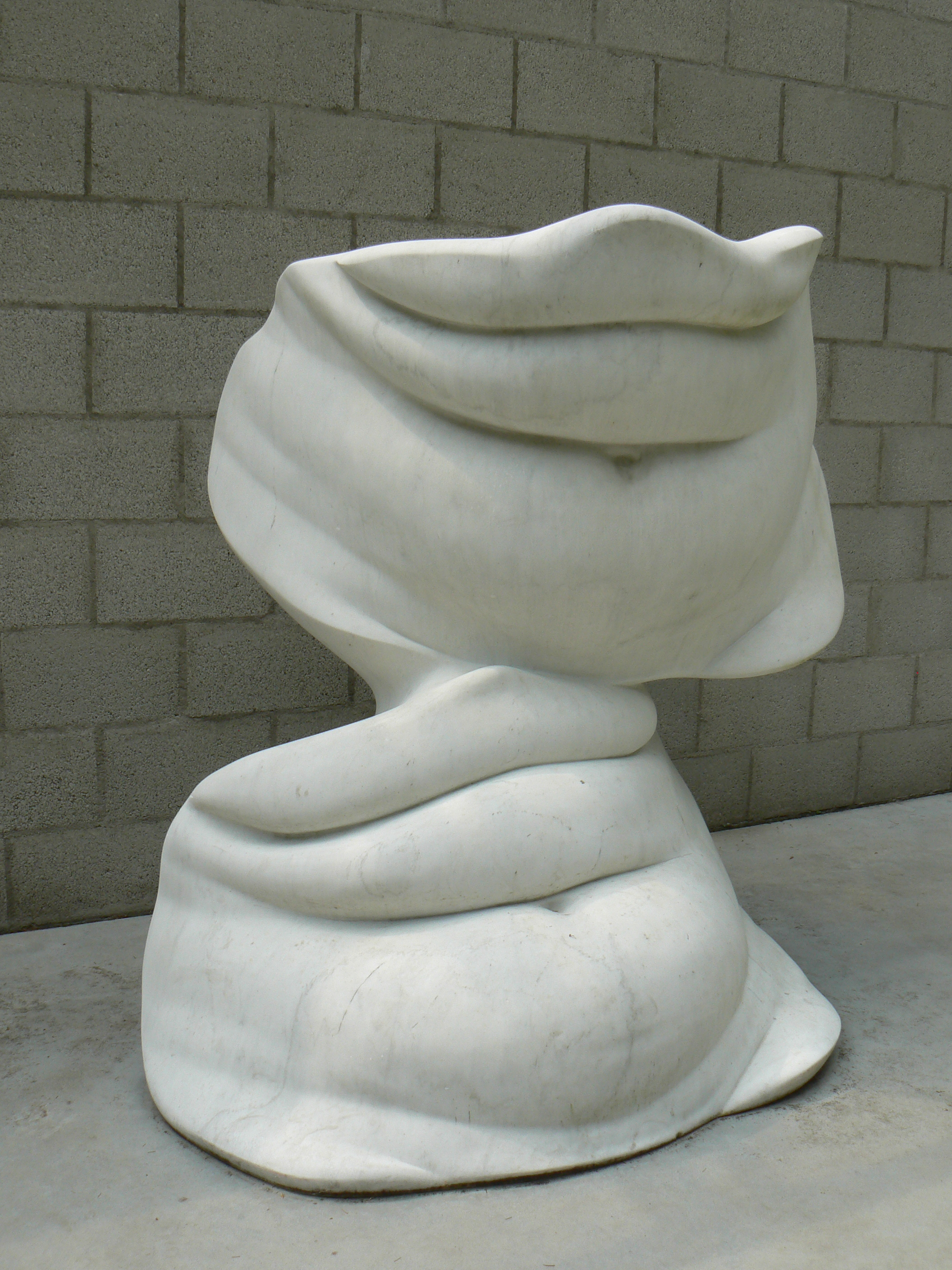
Bellies (1968), Kröller-Müller Museum

Tvořila asambláže z částí strojů a automobilů v kombinaci s lidskou figurou. Od roku 1965 používala syntetické materiály, zejména transparentní polystyren a houbovitý polyuretan, pro odlitky částí vlastního těla a tváře (Autoportrét, 1966; Vícenásobný portrét, 1967).

S jejím onemocněním souvisí série Tumeurs personifiers, která vznikala závěrem 60. let. Až do konce života tvořila sochy a instalace, jimiž se vyrovnávala s blížící se smrtí. Odlitky částí těla svého syna v plastické hmotě rozřezala a vylisovala v sérii Herbář (1972). Posledními díly jsou instalace Suvenýr ze svatebního stolu šťastné ženy (1972), expresivní asambláž Popelníček slaměného vdovce (1972) a text Kluziště v kráteru Vesuvu.
Roku 1998 vznikl dokumentární film (48 min) režiséra Krzysztofa Tchórzewskiego In articulo mortis – Alina Szapocznikow (1928–1973). V roce 2007 vyšla publikace Fotorzezby, 20 fotografií děl Aliny Szapocznikow od Romana Cieslewicze, zhotovených roku 1971 za spolupráce autorky a představených na Documenta 12 v Kasselu.

### Ocenění
- 1965 Copley Foundation Award, XXI May Salon in Paris
- 1972 Cena za kresbu, Second International Drawing Exhibition in Rijeka

### Zastoupení ve sbírkách (výběr)
- Tate Gallery
- Museum of Modern Art New York
- Museum of Contemporary Art in Los Angeles
- Centre Georges Pompidou
- Muzeum Stuki, Lodz
- Muzeum Narodowe, Krakov
- Muzeum Narodowe, Varšava
- Muzeum Narodowe, Wroclaw
- Muzeum Niepodleglosci, Varšava
- Galerie Sztuki Wspólczesnej Zacheta, Varšava
- Muzeum Piotra Stanislawskego, Paříž

### Autorské výstavy (výběr)
- 1967 Galerie Florence Houston Brown, Paříž
- 1967 Alina Szapocznikow, Scuptures, Galerie Zacheta, Varšava
- 2000 Alina Szapocznikow, Dům U Černé Matky Boží, Praha
- 2008 3 sochařky: Věra Janoušková – Eva Kmentová – Alina Szapocznikow, Letohrádek královny Anny, Praha
- 2011 the Wiels Contemporary Art Centre in Brussels
- 2012 Hammer Museum in Los Angeles
- 2013 Alina Szapocznikow, Museum of Modern Art New York